# Шумов Ілля Степанович
Ілля Степанович Шумов (16 червня 1819, Архангельськ — липень 1881, Севастополь) — російський шаховий майстер і шаховий композитор.

## Життєпис
18 років Шумов служив морським офіцером на Балтійському флоті. 1847 року полишив службу в морському міністерстві в Санкт-Петербурзі та почав інтенсивно займатися шахами. Швидко досягнув успіхів у шаховій грі й став поряд зі своїми вчителями Олександром Петровим та Карлом Янішем одним з найкращих шахістів Росії.
Володів яскравим комбінаційним хистом. Слабкіше грав у дебюті й ендшпілі. Редактор «Шахового листка» В. Михайлов писав про шахіста: «… покладаючись на витонченість власних суджень і вроджений талант до гри він мало вивчав її теорію; пробіг колись знаменитий „Analyse“ Яніша, та тим, здається і обмежився. Тому зрозуміло, що в дебютах і закінченнях, у яких найтонший розум потребує допомоги науки, Шумов поступається своєму могутньому супернику, але зате в той період партії, який називається серединою, він не лише не поступається князю Урусову, але, можливо, навіть перевершує його. Чим важче становище, чим складніша комбінація, тим краще грає Шумов».
Говард Стаунтон запрошував його, разом з Петровим та Янішем, взяти участь у першому міжнародному шаховому турнірі в Лондоні 1851 року. Але жоден з російських шахістів не зміг приїхати на турнір.
1854 року зіграв у Санкт-Петербурзі два матчі зі своїм учителем Янішем — 3:5 і 7: 5.
В 1862 програв у Санкт-Петербурзі матч проти Ігнаца фон Коліша — 2:6 і в 1875 проти Симона Вінавера — 2:5.
Після смерті Олександра Петрова в 1867 році, Шумова вважали найкращим шахістом Росії.
1869 року був одним зі співзасновників Санкт-Петербурзького шахового клубу, розташованого на офіцерській вулиці, 14/21 (нині вулиця Декабристів).
Від 1869 вів шахову колонку в журналі «Всесвітня ілюстрація». Після його смерті 1881 року цю колонку продовжував вести до 1898 Михайло Чигорін. Наприкінці своєї кар'єри Шумов зустрівся за шахівницею з Чигоріним.
Учнями Шумова були сильні російські шахісти Еммануїл Шіфферс та Адольф Альбін.
Найкращий історичний рейтинг Шумова в жовтні 1863 за деякими оцінками складає 2489.
Відомий також як чудовий шаховий композитор. Він склав близько 200 шахових задач. Багато його завдань були пов'язані з певними історичними та політичними подіями.
1867 року, до міжнародного шахового турніру в Парижі, випустив збірку образотворчих шахових композицій. До цієї збірки увійшли також завдання в яких фігури були розставлені у вигляді всіх букв латинської абетки. Композиція в якій він розставив фігури у вигляді літери «Т» була присвячена герою оборони Севастополя Е. І. Тотлебену.

## Задачі Шумова
|   | a | b | c | d | e | f | g | h |   |
| 8 | f7 білий король · e6 чорний пішак · f6 білий пішак · g6 чорний пішак · d5 білий слон · e5 білий пішак · f5 чорний пішак · g5 чорний пішак · h5 чорний пішак · c4 чорний пішак · d4 білий пішак · e4 біла тура · f4 білий кінь · g4 біла тура · h4 білий слон · b3 чорний пішак · c3 чорний пішак · d3 білий пішак · f3 чорний король · h3 білий пішак · a2 білий пішак · b2 білий пішак · c2 чорна тура · d2 чорна тура · e2 чорний слон · f2 чорний слон · g2 чорний кінь · h2 білий пішак | f7 білий король · e6 чорний пішак · f6 білий пішак · g6 чорний пішак · d5 білий слон · e5 білий пішак · f5 чорний пішак · g5 чорний пішак · h5 чорний пішак · c4 чорний пішак · d4 білий пішак · e4 біла тура · f4 білий кінь · g4 біла тура · h4 білий слон · b3 чорний пішак · c3 чорний пішак · d3 білий пішак · f3 чорний король · h3 білий пішак · a2 білий пішак · b2 білий пішак · c2 чорна тура · d2 чорна тура · e2 чорний слон · f2 чорний слон · g2 чорний кінь · h2 білий пішак | f7 білий король · e6 чорний пішак · f6 білий пішак · g6 чорний пішак · d5 білий слон · e5 білий пішак · f5 чорний пішак · g5 чорний пішак · h5 чорний пішак · c4 чорний пішак · d4 білий пішак · e4 біла тура · f4 білий кінь · g4 біла тура · h4 білий слон · b3 чорний пішак · c3 чорний пішак · d3 білий пішак · f3 чорний король · h3 білий пішак · a2 білий пішак · b2 білий пішак · c2 чорна тура · d2 чорна тура · e2 чорний слон · f2 чорний слон · g2 чорний кінь · h2 білий пішак | f7 білий король · e6 чорний пішак · f6 білий пішак · g6 чорний пішак · d5 білий слон · e5 білий пішак · f5 чорний пішак · g5 чорний пішак · h5 чорний пішак · c4 чорний пішак · d4 білий пішак · e4 біла тура · f4 білий кінь · g4 біла тура · h4 білий слон · b3 чорний пішак · c3 чорний пішак · d3 білий пішак · f3 чорний король · h3 білий пішак · a2 білий пішак · b2 білий пішак · c2 чорна тура · d2 чорна тура · e2 чорний слон · f2 чорний слон · g2 чорний кінь · h2 білий пішак | f7 білий король · e6 чорний пішак · f6 білий пішак · g6 чорний пішак · d5 білий слон · e5 білий пішак · f5 чорний пішак · g5 чорний пішак · h5 чорний пішак · c4 чорний пішак · d4 білий пішак · e4 біла тура · f4 білий кінь · g4 біла тура · h4 білий слон · b3 чорний пішак · c3 чорний пішак · d3 білий пішак · f3 чорний король · h3 білий пішак · a2 білий пішак · b2 білий пішак · c2 чорна тура · d2 чорна тура · e2 чорний слон · f2 чорний слон · g2 чорний кінь · h2 білий пішак | f7 білий король · e6 чорний пішак · f6 білий пішак · g6 чорний пішак · d5 білий слон · e5 білий пішак · f5 чорний пішак · g5 чорний пішак · h5 чорний пішак · c4 чорний пішак · d4 білий пішак · e4 біла тура · f4 білий кінь · g4 біла тура · h4 білий слон · b3 чорний пішак · c3 чорний пішак · d3 білий пішак · f3 чорний король · h3 білий пішак · a2 білий пішак · b2 білий пішак · c2 чорна тура · d2 чорна тура · e2 чорний слон · f2 чорний слон · g2 чорний кінь · h2 білий пішак | f7 білий король · e6 чорний пішак · f6 білий пішак · g6 чорний пішак · d5 білий слон · e5 білий пішак · f5 чорний пішак · g5 чорний пішак · h5 чорний пішак · c4 чорний пішак · d4 білий пішак · e4 біла тура · f4 білий кінь · g4 біла тура · h4 білий слон · b3 чорний пішак · c3 чорний пішак · d3 білий пішак · f3 чорний король · h3 білий пішак · a2 білий пішак · b2 білий пішак · c2 чорна тура · d2 чорна тура · e2 чорний слон · f2 чорний слон · g2 чорний кінь · h2 білий пішак | f7 білий король · e6 чорний пішак · f6 білий пішак · g6 чорний пішак · d5 білий слон · e5 білий пішак · f5 чорний пішак · g5 чорний пішак · h5 чорний пішак · c4 чорний пішак · d4 білий пішак · e4 біла тура · f4 білий кінь · g4 біла тура · h4 білий слон · b3 чорний пішак · c3 чорний пішак · d3 білий пішак · f3 чорний король · h3 білий пішак · a2 білий пішак · b2 білий пішак · c2 чорна тура · d2 чорна тура · e2 чорний слон · f2 чорний слон · g2 чорний кінь · h2 білий пішак | 8 |
| 7 | f7 білий король · e6 чорний пішак · f6 білий пішак · g6 чорний пішак · d5 білий слон · e5 білий пішак · f5 чорний пішак · g5 чорний пішак · h5 чорний пішак · c4 чорний пішак · d4 білий пішак · e4 біла тура · f4 білий кінь · g4 біла тура · h4 білий слон · b3 чорний пішак · c3 чорний пішак · d3 білий пішак · f3 чорний король · h3 білий пішак · a2 білий пішак · b2 білий пішак · c2 чорна тура · d2 чорна тура · e2 чорний слон · f2 чорний слон · g2 чорний кінь · h2 білий пішак | f7 білий король · e6 чорний пішак · f6 білий пішак · g6 чорний пішак · d5 білий слон · e5 білий пішак · f5 чорний пішак · g5 чорний пішак · h5 чорний пішак · c4 чорний пішак · d4 білий пішак · e4 біла тура · f4 білий кінь · g4 біла тура · h4 білий слон · b3 чорний пішак · c3 чорний пішак · d3 білий пішак · f3 чорний король · h3 білий пішак · a2 білий пішак · b2 білий пішак · c2 чорна тура · d2 чорна тура · e2 чорний слон · f2 чорний слон · g2 чорний кінь · h2 білий пішак | f7 білий король · e6 чорний пішак · f6 білий пішак · g6 чорний пішак · d5 білий слон · e5 білий пішак · f5 чорний пішак · g5 чорний пішак · h5 чорний пішак · c4 чорний пішак · d4 білий пішак · e4 біла тура · f4 білий кінь · g4 біла тура · h4 білий слон · b3 чорний пішак · c3 чорний пішак · d3 білий пішак · f3 чорний король · h3 білий пішак · a2 білий пішак · b2 білий пішак · c2 чорна тура · d2 чорна тура · e2 чорний слон · f2 чорний слон · g2 чорний кінь · h2 білий пішак | f7 білий король · e6 чорний пішак · f6 білий пішак · g6 чорний пішак · d5 білий слон · e5 білий пішак · f5 чорний пішак · g5 чорний пішак · h5 чорний пішак · c4 чорний пішак · d4 білий пішак · e4 біла тура · f4 білий кінь · g4 біла тура · h4 білий слон · b3 чорний пішак · c3 чорний пішак · d3 білий пішак · f3 чорний король · h3 білий пішак · a2 білий пішак · b2 білий пішак · c2 чорна тура · d2 чорна тура · e2 чорний слон · f2 чорний слон · g2 чорний кінь · h2 білий пішак | f7 білий король · e6 чорний пішак · f6 білий пішак · g6 чорний пішак · d5 білий слон · e5 білий пішак · f5 чорний пішак · g5 чорний пішак · h5 чорний пішак · c4 чорний пішак · d4 білий пішак · e4 біла тура · f4 білий кінь · g4 біла тура · h4 білий слон · b3 чорний пішак · c3 чорний пішак · d3 білий пішак · f3 чорний король · h3 білий пішак · a2 білий пішак · b2 білий пішак · c2 чорна тура · d2 чорна тура · e2 чорний слон · f2 чорний слон · g2 чорний кінь · h2 білий пішак | f7 білий король · e6 чорний пішак · f6 білий пішак · g6 чорний пішак · d5 білий слон · e5 білий пішак · f5 чорний пішак · g5 чорний пішак · h5 чорний пішак · c4 чорний пішак · d4 білий пішак · e4 біла тура · f4 білий кінь · g4 біла тура · h4 білий слон · b3 чорний пішак · c3 чорний пішак · d3 білий пішак · f3 чорний король · h3 білий пішак · a2 білий пішак · b2 білий пішак · c2 чорна тура · d2 чорна тура · e2 чорний слон · f2 чорний слон · g2 чорний кінь · h2 білий пішак | f7 білий король · e6 чорний пішак · f6 білий пішак · g6 чорний пішак · d5 білий слон · e5 білий пішак · f5 чорний пішак · g5 чорний пішак · h5 чорний пішак · c4 чорний пішак · d4 білий пішак · e4 біла тура · f4 білий кінь · g4 біла тура · h4 білий слон · b3 чорний пішак · c3 чорний пішак · d3 білий пішак · f3 чорний король · h3 білий пішак · a2 білий пішак · b2 білий пішак · c2 чорна тура · d2 чорна тура · e2 чорний слон · f2 чорний слон · g2 чорний кінь · h2 білий пішак | f7 білий король · e6 чорний пішак · f6 білий пішак · g6 чорний пішак · d5 білий слон · e5 білий пішак · f5 чорний пішак · g5 чорний пішак · h5 чорний пішак · c4 чорний пішак · d4 білий пішак · e4 біла тура · f4 білий кінь · g4 біла тура · h4 білий слон · b3 чорний пішак · c3 чорний пішак · d3 білий пішак · f3 чорний король · h3 білий пішак · a2 білий пішак · b2 білий пішак · c2 чорна тура · d2 чорна тура · e2 чорний слон · f2 чорний слон · g2 чорний кінь · h2 білий пішак | 7 |
| 6 | f7 білий король · e6 чорний пішак · f6 білий пішак · g6 чорний пішак · d5 білий слон · e5 білий пішак · f5 чорний пішак · g5 чорний пішак · h5 чорний пішак · c4 чорний пішак · d4 білий пішак · e4 біла тура · f4 білий кінь · g4 біла тура · h4 білий слон · b3 чорний пішак · c3 чорний пішак · d3 білий пішак · f3 чорний король · h3 білий пішак · a2 білий пішак · b2 білий пішак · c2 чорна тура · d2 чорна тура · e2 чорний слон · f2 чорний слон · g2 чорний кінь · h2 білий пішак | f7 білий король · e6 чорний пішак · f6 білий пішак · g6 чорний пішак · d5 білий слон · e5 білий пішак · f5 чорний пішак · g5 чорний пішак · h5 чорний пішак · c4 чорний пішак · d4 білий пішак · e4 біла тура · f4 білий кінь · g4 біла тура · h4 білий слон · b3 чорний пішак · c3 чорний пішак · d3 білий пішак · f3 чорний король · h3 білий пішак · a2 білий пішак · b2 білий пішак · c2 чорна тура · d2 чорна тура · e2 чорний слон · f2 чорний слон · g2 чорний кінь · h2 білий пішак | f7 білий король · e6 чорний пішак · f6 білий пішак · g6 чорний пішак · d5 білий слон · e5 білий пішак · f5 чорний пішак · g5 чорний пішак · h5 чорний пішак · c4 чорний пішак · d4 білий пішак · e4 біла тура · f4 білий кінь · g4 біла тура · h4 білий слон · b3 чорний пішак · c3 чорний пішак · d3 білий пішак · f3 чорний король · h3 білий пішак · a2 білий пішак · b2 білий пішак · c2 чорна тура · d2 чорна тура · e2 чорний слон · f2 чорний слон · g2 чорний кінь · h2 білий пішак | f7 білий король · e6 чорний пішак · f6 білий пішак · g6 чорний пішак · d5 білий слон · e5 білий пішак · f5 чорний пішак · g5 чорний пішак · h5 чорний пішак · c4 чорний пішак · d4 білий пішак · e4 біла тура · f4 білий кінь · g4 біла тура · h4 білий слон · b3 чорний пішак · c3 чорний пішак · d3 білий пішак · f3 чорний король · h3 білий пішак · a2 білий пішак · b2 білий пішак · c2 чорна тура · d2 чорна тура · e2 чорний слон · f2 чорний слон · g2 чорний кінь · h2 білий пішак | f7 білий король · e6 чорний пішак · f6 білий пішак · g6 чорний пішак · d5 білий слон · e5 білий пішак · f5 чорний пішак · g5 чорний пішак · h5 чорний пішак · c4 чорний пішак · d4 білий пішак · e4 біла тура · f4 білий кінь · g4 біла тура · h4 білий слон · b3 чорний пішак · c3 чорний пішак · d3 білий пішак · f3 чорний король · h3 білий пішак · a2 білий пішак · b2 білий пішак · c2 чорна тура · d2 чорна тура · e2 чорний слон · f2 чорний слон · g2 чорний кінь · h2 білий пішак | f7 білий король · e6 чорний пішак · f6 білий пішак · g6 чорний пішак · d5 білий слон · e5 білий пішак · f5 чорний пішак · g5 чорний пішак · h5 чорний пішак · c4 чорний пішак · d4 білий пішак · e4 біла тура · f4 білий кінь · g4 біла тура · h4 білий слон · b3 чорний пішак · c3 чорний пішак · d3 білий пішак · f3 чорний король · h3 білий пішак · a2 білий пішак · b2 білий пішак · c2 чорна тура · d2 чорна тура · e2 чорний слон · f2 чорний слон · g2 чорний кінь · h2 білий пішак | f7 білий король · e6 чорний пішак · f6 білий пішак · g6 чорний пішак · d5 білий слон · e5 білий пішак · f5 чорний пішак · g5 чорний пішак · h5 чорний пішак · c4 чорний пішак · d4 білий пішак · e4 біла тура · f4 білий кінь · g4 біла тура · h4 білий слон · b3 чорний пішак · c3 чорний пішак · d3 білий пішак · f3 чорний король · h3 білий пішак · a2 білий пішак · b2 білий пішак · c2 чорна тура · d2 чорна тура · e2 чорний слон · f2 чорний слон · g2 чорний кінь · h2 білий пішак | f7 білий король · e6 чорний пішак · f6 білий пішак · g6 чорний пішак · d5 білий слон · e5 білий пішак · f5 чорний пішак · g5 чорний пішак · h5 чорний пішак · c4 чорний пішак · d4 білий пішак · e4 біла тура · f4 білий кінь · g4 біла тура · h4 білий слон · b3 чорний пішак · c3 чорний пішак · d3 білий пішак · f3 чорний король · h3 білий пішак · a2 білий пішак · b2 білий пішак · c2 чорна тура · d2 чорна тура · e2 чорний слон · f2 чорний слон · g2 чорний кінь · h2 білий пішак | 6 |
| 5 | f7 білий король · e6 чорний пішак · f6 білий пішак · g6 чорний пішак · d5 білий слон · e5 білий пішак · f5 чорний пішак · g5 чорний пішак · h5 чорний пішак · c4 чорний пішак · d4 білий пішак · e4 біла тура · f4 білий кінь · g4 біла тура · h4 білий слон · b3 чорний пішак · c3 чорний пішак · d3 білий пішак · f3 чорний король · h3 білий пішак · a2 білий пішак · b2 білий пішак · c2 чорна тура · d2 чорна тура · e2 чорний слон · f2 чорний слон · g2 чорний кінь · h2 білий пішак | f7 білий король · e6 чорний пішак · f6 білий пішак · g6 чорний пішак · d5 білий слон · e5 білий пішак · f5 чорний пішак · g5 чорний пішак · h5 чорний пішак · c4 чорний пішак · d4 білий пішак · e4 біла тура · f4 білий кінь · g4 біла тура · h4 білий слон · b3 чорний пішак · c3 чорний пішак · d3 білий пішак · f3 чорний король · h3 білий пішак · a2 білий пішак · b2 білий пішак · c2 чорна тура · d2 чорна тура · e2 чорний слон · f2 чорний слон · g2 чорний кінь · h2 білий пішак | f7 білий король · e6 чорний пішак · f6 білий пішак · g6 чорний пішак · d5 білий слон · e5 білий пішак · f5 чорний пішак · g5 чорний пішак · h5 чорний пішак · c4 чорний пішак · d4 білий пішак · e4 біла тура · f4 білий кінь · g4 біла тура · h4 білий слон · b3 чорний пішак · c3 чорний пішак · d3 білий пішак · f3 чорний король · h3 білий пішак · a2 білий пішак · b2 білий пішак · c2 чорна тура · d2 чорна тура · e2 чорний слон · f2 чорний слон · g2 чорний кінь · h2 білий пішак | f7 білий король · e6 чорний пішак · f6 білий пішак · g6 чорний пішак · d5 білий слон · e5 білий пішак · f5 чорний пішак · g5 чорний пішак · h5 чорний пішак · c4 чорний пішак · d4 білий пішак · e4 біла тура · f4 білий кінь · g4 біла тура · h4 білий слон · b3 чорний пішак · c3 чорний пішак · d3 білий пішак · f3 чорний король · h3 білий пішак · a2 білий пішак · b2 білий пішак · c2 чорна тура · d2 чорна тура · e2 чорний слон · f2 чорний слон · g2 чорний кінь · h2 білий пішак | f7 білий король · e6 чорний пішак · f6 білий пішак · g6 чорний пішак · d5 білий слон · e5 білий пішак · f5 чорний пішак · g5 чорний пішак · h5 чорний пішак · c4 чорний пішак · d4 білий пішак · e4 біла тура · f4 білий кінь · g4 біла тура · h4 білий слон · b3 чорний пішак · c3 чорний пішак · d3 білий пішак · f3 чорний король · h3 білий пішак · a2 білий пішак · b2 білий пішак · c2 чорна тура · d2 чорна тура · e2 чорний слон · f2 чорний слон · g2 чорний кінь · h2 білий пішак | f7 білий король · e6 чорний пішак · f6 білий пішак · g6 чорний пішак · d5 білий слон · e5 білий пішак · f5 чорний пішак · g5 чорний пішак · h5 чорний пішак · c4 чорний пішак · d4 білий пішак · e4 біла тура · f4 білий кінь · g4 біла тура · h4 білий слон · b3 чорний пішак · c3 чорний пішак · d3 білий пішак · f3 чорний король · h3 білий пішак · a2 білий пішак · b2 білий пішак · c2 чорна тура · d2 чорна тура · e2 чорний слон · f2 чорний слон · g2 чорний кінь · h2 білий пішак | f7 білий король · e6 чорний пішак · f6 білий пішак · g6 чорний пішак · d5 білий слон · e5 білий пішак · f5 чорний пішак · g5 чорний пішак · h5 чорний пішак · c4 чорний пішак · d4 білий пішак · e4 біла тура · f4 білий кінь · g4 біла тура · h4 білий слон · b3 чорний пішак · c3 чорний пішак · d3 білий пішак · f3 чорний король · h3 білий пішак · a2 білий пішак · b2 білий пішак · c2 чорна тура · d2 чорна тура · e2 чорний слон · f2 чорний слон · g2 чорний кінь · h2 білий пішак | f7 білий король · e6 чорний пішак · f6 білий пішак · g6 чорний пішак · d5 білий слон · e5 білий пішак · f5 чорний пішак · g5 чорний пішак · h5 чорний пішак · c4 чорний пішак · d4 білий пішак · e4 біла тура · f4 білий кінь · g4 біла тура · h4 білий слон · b3 чорний пішак · c3 чорний пішак · d3 білий пішак · f3 чорний король · h3 білий пішак · a2 білий пішак · b2 білий пішак · c2 чорна тура · d2 чорна тура · e2 чорний слон · f2 чорний слон · g2 чорний кінь · h2 білий пішак | 5 |
| 4 | f7 білий король · e6 чорний пішак · f6 білий пішак · g6 чорний пішак · d5 білий слон · e5 білий пішак · f5 чорний пішак · g5 чорний пішак · h5 чорний пішак · c4 чорний пішак · d4 білий пішак · e4 біла тура · f4 білий кінь · g4 біла тура · h4 білий слон · b3 чорний пішак · c3 чорний пішак · d3 білий пішак · f3 чорний король · h3 білий пішак · a2 білий пішак · b2 білий пішак · c2 чорна тура · d2 чорна тура · e2 чорний слон · f2 чорний слон · g2 чорний кінь · h2 білий пішак | f7 білий король · e6 чорний пішак · f6 білий пішак · g6 чорний пішак · d5 білий слон · e5 білий пішак · f5 чорний пішак · g5 чорний пішак · h5 чорний пішак · c4 чорний пішак · d4 білий пішак · e4 біла тура · f4 білий кінь · g4 біла тура · h4 білий слон · b3 чорний пішак · c3 чорний пішак · d3 білий пішак · f3 чорний король · h3 білий пішак · a2 білий пішак · b2 білий пішак · c2 чорна тура · d2 чорна тура · e2 чорний слон · f2 чорний слон · g2 чорний кінь · h2 білий пішак | f7 білий король · e6 чорний пішак · f6 білий пішак · g6 чорний пішак · d5 білий слон · e5 білий пішак · f5 чорний пішак · g5 чорний пішак · h5 чорний пішак · c4 чорний пішак · d4 білий пішак · e4 біла тура · f4 білий кінь · g4 біла тура · h4 білий слон · b3 чорний пішак · c3 чорний пішак · d3 білий пішак · f3 чорний король · h3 білий пішак · a2 білий пішак · b2 білий пішак · c2 чорна тура · d2 чорна тура · e2 чорний слон · f2 чорний слон · g2 чорний кінь · h2 білий пішак | f7 білий король · e6 чорний пішак · f6 білий пішак · g6 чорний пішак · d5 білий слон · e5 білий пішак · f5 чорний пішак · g5 чорний пішак · h5 чорний пішак · c4 чорний пішак · d4 білий пішак · e4 біла тура · f4 білий кінь · g4 біла тура · h4 білий слон · b3 чорний пішак · c3 чорний пішак · d3 білий пішак · f3 чорний король · h3 білий пішак · a2 білий пішак · b2 білий пішак · c2 чорна тура · d2 чорна тура · e2 чорний слон · f2 чорний слон · g2 чорний кінь · h2 білий пішак | f7 білий король · e6 чорний пішак · f6 білий пішак · g6 чорний пішак · d5 білий слон · e5 білий пішак · f5 чорний пішак · g5 чорний пішак · h5 чорний пішак · c4 чорний пішак · d4 білий пішак · e4 біла тура · f4 білий кінь · g4 біла тура · h4 білий слон · b3 чорний пішак · c3 чорний пішак · d3 білий пішак · f3 чорний король · h3 білий пішак · a2 білий пішак · b2 білий пішак · c2 чорна тура · d2 чорна тура · e2 чорний слон · f2 чорний слон · g2 чорний кінь · h2 білий пішак | f7 білий король · e6 чорний пішак · f6 білий пішак · g6 чорний пішак · d5 білий слон · e5 білий пішак · f5 чорний пішак · g5 чорний пішак · h5 чорний пішак · c4 чорний пішак · d4 білий пішак · e4 біла тура · f4 білий кінь · g4 біла тура · h4 білий слон · b3 чорний пішак · c3 чорний пішак · d3 білий пішак · f3 чорний король · h3 білий пішак · a2 білий пішак · b2 білий пішак · c2 чорна тура · d2 чорна тура · e2 чорний слон · f2 чорний слон · g2 чорний кінь · h2 білий пішак | f7 білий король · e6 чорний пішак · f6 білий пішак · g6 чорний пішак · d5 білий слон · e5 білий пішак · f5 чорний пішак · g5 чорний пішак · h5 чорний пішак · c4 чорний пішак · d4 білий пішак · e4 біла тура · f4 білий кінь · g4 біла тура · h4 білий слон · b3 чорний пішак · c3 чорний пішак · d3 білий пішак · f3 чорний король · h3 білий пішак · a2 білий пішак · b2 білий пішак · c2 чорна тура · d2 чорна тура · e2 чорний слон · f2 чорний слон · g2 чорний кінь · h2 білий пішак | f7 білий король · e6 чорний пішак · f6 білий пішак · g6 чорний пішак · d5 білий слон · e5 білий пішак · f5 чорний пішак · g5 чорний пішак · h5 чорний пішак · c4 чорний пішак · d4 білий пішак · e4 біла тура · f4 білий кінь · g4 біла тура · h4 білий слон · b3 чорний пішак · c3 чорний пішак · d3 білий пішак · f3 чорний король · h3 білий пішак · a2 білий пішак · b2 білий пішак · c2 чорна тура · d2 чорна тура · e2 чорний слон · f2 чорний слон · g2 чорний кінь · h2 білий пішак | 4 |
| 3 | f7 білий король · e6 чорний пішак · f6 білий пішак · g6 чорний пішак · d5 білий слон · e5 білий пішак · f5 чорний пішак · g5 чорний пішак · h5 чорний пішак · c4 чорний пішак · d4 білий пішак · e4 біла тура · f4 білий кінь · g4 біла тура · h4 білий слон · b3 чорний пішак · c3 чорний пішак · d3 білий пішак · f3 чорний король · h3 білий пішак · a2 білий пішак · b2 білий пішак · c2 чорна тура · d2 чорна тура · e2 чорний слон · f2 чорний слон · g2 чорний кінь · h2 білий пішак | f7 білий король · e6 чорний пішак · f6 білий пішак · g6 чорний пішак · d5 білий слон · e5 білий пішак · f5 чорний пішак · g5 чорний пішак · h5 чорний пішак · c4 чорний пішак · d4 білий пішак · e4 біла тура · f4 білий кінь · g4 біла тура · h4 білий слон · b3 чорний пішак · c3 чорний пішак · d3 білий пішак · f3 чорний король · h3 білий пішак · a2 білий пішак · b2 білий пішак · c2 чорна тура · d2 чорна тура · e2 чорний слон · f2 чорний слон · g2 чорний кінь · h2 білий пішак | f7 білий король · e6 чорний пішак · f6 білий пішак · g6 чорний пішак · d5 білий слон · e5 білий пішак · f5 чорний пішак · g5 чорний пішак · h5 чорний пішак · c4 чорний пішак · d4 білий пішак · e4 біла тура · f4 білий кінь · g4 біла тура · h4 білий слон · b3 чорний пішак · c3 чорний пішак · d3 білий пішак · f3 чорний король · h3 білий пішак · a2 білий пішак · b2 білий пішак · c2 чорна тура · d2 чорна тура · e2 чорний слон · f2 чорний слон · g2 чорний кінь · h2 білий пішак | f7 білий король · e6 чорний пішак · f6 білий пішак · g6 чорний пішак · d5 білий слон · e5 білий пішак · f5 чорний пішак · g5 чорний пішак · h5 чорний пішак · c4 чорний пішак · d4 білий пішак · e4 біла тура · f4 білий кінь · g4 біла тура · h4 білий слон · b3 чорний пішак · c3 чорний пішак · d3 білий пішак · f3 чорний король · h3 білий пішак · a2 білий пішак · b2 білий пішак · c2 чорна тура · d2 чорна тура · e2 чорний слон · f2 чорний слон · g2 чорний кінь · h2 білий пішак | f7 білий король · e6 чорний пішак · f6 білий пішак · g6 чорний пішак · d5 білий слон · e5 білий пішак · f5 чорний пішак · g5 чорний пішак · h5 чорний пішак · c4 чорний пішак · d4 білий пішак · e4 біла тура · f4 білий кінь · g4 біла тура · h4 білий слон · b3 чорний пішак · c3 чорний пішак · d3 білий пішак · f3 чорний король · h3 білий пішак · a2 білий пішак · b2 білий пішак · c2 чорна тура · d2 чорна тура · e2 чорний слон · f2 чорний слон · g2 чорний кінь · h2 білий пішак | f7 білий король · e6 чорний пішак · f6 білий пішак · g6 чорний пішак · d5 білий слон · e5 білий пішак · f5 чорний пішак · g5 чорний пішак · h5 чорний пішак · c4 чорний пішак · d4 білий пішак · e4 біла тура · f4 білий кінь · g4 біла тура · h4 білий слон · b3 чорний пішак · c3 чорний пішак · d3 білий пішак · f3 чорний король · h3 білий пішак · a2 білий пішак · b2 білий пішак · c2 чорна тура · d2 чорна тура · e2 чорний слон · f2 чорний слон · g2 чорний кінь · h2 білий пішак | f7 білий король · e6 чорний пішак · f6 білий пішак · g6 чорний пішак · d5 білий слон · e5 білий пішак · f5 чорний пішак · g5 чорний пішак · h5 чорний пішак · c4 чорний пішак · d4 білий пішак · e4 біла тура · f4 білий кінь · g4 біла тура · h4 білий слон · b3 чорний пішак · c3 чорний пішак · d3 білий пішак · f3 чорний король · h3 білий пішак · a2 білий пішак · b2 білий пішак · c2 чорна тура · d2 чорна тура · e2 чорний слон · f2 чорний слон · g2 чорний кінь · h2 білий пішак | f7 білий король · e6 чорний пішак · f6 білий пішак · g6 чорний пішак · d5 білий слон · e5 білий пішак · f5 чорний пішак · g5 чорний пішак · h5 чорний пішак · c4 чорний пішак · d4 білий пішак · e4 біла тура · f4 білий кінь · g4 біла тура · h4 білий слон · b3 чорний пішак · c3 чорний пішак · d3 білий пішак · f3 чорний король · h3 білий пішак · a2 білий пішак · b2 білий пішак · c2 чорна тура · d2 чорна тура · e2 чорний слон · f2 чорний слон · g2 чорний кінь · h2 білий пішак | 3 |
| 2 | f7 білий король · e6 чорний пішак · f6 білий пішак · g6 чорний пішак · d5 білий слон · e5 білий пішак · f5 чорний пішак · g5 чорний пішак · h5 чорний пішак · c4 чорний пішак · d4 білий пішак · e4 біла тура · f4 білий кінь · g4 біла тура · h4 білий слон · b3 чорний пішак · c3 чорний пішак · d3 білий пішак · f3 чорний король · h3 білий пішак · a2 білий пішак · b2 білий пішак · c2 чорна тура · d2 чорна тура · e2 чорний слон · f2 чорний слон · g2 чорний кінь · h2 білий пішак | f7 білий король · e6 чорний пішак · f6 білий пішак · g6 чорний пішак · d5 білий слон · e5 білий пішак · f5 чорний пішак · g5 чорний пішак · h5 чорний пішак · c4 чорний пішак · d4 білий пішак · e4 біла тура · f4 білий кінь · g4 біла тура · h4 білий слон · b3 чорний пішак · c3 чорний пішак · d3 білий пішак · f3 чорний король · h3 білий пішак · a2 білий пішак · b2 білий пішак · c2 чорна тура · d2 чорна тура · e2 чорний слон · f2 чорний слон · g2 чорний кінь · h2 білий пішак | f7 білий король · e6 чорний пішак · f6 білий пішак · g6 чорний пішак · d5 білий слон · e5 білий пішак · f5 чорний пішак · g5 чорний пішак · h5 чорний пішак · c4 чорний пішак · d4 білий пішак · e4 біла тура · f4 білий кінь · g4 біла тура · h4 білий слон · b3 чорний пішак · c3 чорний пішак · d3 білий пішак · f3 чорний король · h3 білий пішак · a2 білий пішак · b2 білий пішак · c2 чорна тура · d2 чорна тура · e2 чорний слон · f2 чорний слон · g2 чорний кінь · h2 білий пішак | f7 білий король · e6 чорний пішак · f6 білий пішак · g6 чорний пішак · d5 білий слон · e5 білий пішак · f5 чорний пішак · g5 чорний пішак · h5 чорний пішак · c4 чорний пішак · d4 білий пішак · e4 біла тура · f4 білий кінь · g4 біла тура · h4 білий слон · b3 чорний пішак · c3 чорний пішак · d3 білий пішак · f3 чорний король · h3 білий пішак · a2 білий пішак · b2 білий пішак · c2 чорна тура · d2 чорна тура · e2 чорний слон · f2 чорний слон · g2 чорний кінь · h2 білий пішак | f7 білий король · e6 чорний пішак · f6 білий пішак · g6 чорний пішак · d5 білий слон · e5 білий пішак · f5 чорний пішак · g5 чорний пішак · h5 чорний пішак · c4 чорний пішак · d4 білий пішак · e4 біла тура · f4 білий кінь · g4 біла тура · h4 білий слон · b3 чорний пішак · c3 чорний пішак · d3 білий пішак · f3 чорний король · h3 білий пішак · a2 білий пішак · b2 білий пішак · c2 чорна тура · d2 чорна тура · e2 чорний слон · f2 чорний слон · g2 чорний кінь · h2 білий пішак | f7 білий король · e6 чорний пішак · f6 білий пішак · g6 чорний пішак · d5 білий слон · e5 білий пішак · f5 чорний пішак · g5 чорний пішак · h5 чорний пішак · c4 чорний пішак · d4 білий пішак · e4 біла тура · f4 білий кінь · g4 біла тура · h4 білий слон · b3 чорний пішак · c3 чорний пішак · d3 білий пішак · f3 чорний король · h3 білий пішак · a2 білий пішак · b2 білий пішак · c2 чорна тура · d2 чорна тура · e2 чорний слон · f2 чорний слон · g2 чорний кінь · h2 білий пішак | f7 білий король · e6 чорний пішак · f6 білий пішак · g6 чорний пішак · d5 білий слон · e5 білий пішак · f5 чорний пішак · g5 чорний пішак · h5 чорний пішак · c4 чорний пішак · d4 білий пішак · e4 біла тура · f4 білий кінь · g4 біла тура · h4 білий слон · b3 чорний пішак · c3 чорний пішак · d3 білий пішак · f3 чорний король · h3 білий пішак · a2 білий пішак · b2 білий пішак · c2 чорна тура · d2 чорна тура · e2 чорний слон · f2 чорний слон · g2 чорний кінь · h2 білий пішак | f7 білий король · e6 чорний пішак · f6 білий пішак · g6 чорний пішак · d5 білий слон · e5 білий пішак · f5 чорний пішак · g5 чорний пішак · h5 чорний пішак · c4 чорний пішак · d4 білий пішак · e4 біла тура · f4 білий кінь · g4 біла тура · h4 білий слон · b3 чорний пішак · c3 чорний пішак · d3 білий пішак · f3 чорний король · h3 білий пішак · a2 білий пішак · b2 білий пішак · c2 чорна тура · d2 чорна тура · e2 чорний слон · f2 чорний слон · g2 чорний кінь · h2 білий пішак | 2 |
| 1 | f7 білий король · e6 чорний пішак · f6 білий пішак · g6 чорний пішак · d5 білий слон · e5 білий пішак · f5 чорний пішак · g5 чорний пішак · h5 чорний пішак · c4 чорний пішак · d4 білий пішак · e4 біла тура · f4 білий кінь · g4 біла тура · h4 білий слон · b3 чорний пішак · c3 чорний пішак · d3 білий пішак · f3 чорний король · h3 білий пішак · a2 білий пішак · b2 білий пішак · c2 чорна тура · d2 чорна тура · e2 чорний слон · f2 чорний слон · g2 чорний кінь · h2 білий пішак | f7 білий король · e6 чорний пішак · f6 білий пішак · g6 чорний пішак · d5 білий слон · e5 білий пішак · f5 чорний пішак · g5 чорний пішак · h5 чорний пішак · c4 чорний пішак · d4 білий пішак · e4 біла тура · f4 білий кінь · g4 біла тура · h4 білий слон · b3 чорний пішак · c3 чорний пішак · d3 білий пішак · f3 чорний король · h3 білий пішак · a2 білий пішак · b2 білий пішак · c2 чорна тура · d2 чорна тура · e2 чорний слон · f2 чорний слон · g2 чорний кінь · h2 білий пішак | f7 білий король · e6 чорний пішак · f6 білий пішак · g6 чорний пішак · d5 білий слон · e5 білий пішак · f5 чорний пішак · g5 чорний пішак · h5 чорний пішак · c4 чорний пішак · d4 білий пішак · e4 біла тура · f4 білий кінь · g4 біла тура · h4 білий слон · b3 чорний пішак · c3 чорний пішак · d3 білий пішак · f3 чорний король · h3 білий пішак · a2 білий пішак · b2 білий пішак · c2 чорна тура · d2 чорна тура · e2 чорний слон · f2 чорний слон · g2 чорний кінь · h2 білий пішак | f7 білий король · e6 чорний пішак · f6 білий пішак · g6 чорний пішак · d5 білий слон · e5 білий пішак · f5 чорний пішак · g5 чорний пішак · h5 чорний пішак · c4 чорний пішак · d4 білий пішак · e4 біла тура · f4 білий кінь · g4 біла тура · h4 білий слон · b3 чорний пішак · c3 чорний пішак · d3 білий пішак · f3 чорний король · h3 білий пішак · a2 білий пішак · b2 білий пішак · c2 чорна тура · d2 чорна тура · e2 чорний слон · f2 чорний слон · g2 чорний кінь · h2 білий пішак | f7 білий король · e6 чорний пішак · f6 білий пішак · g6 чорний пішак · d5 білий слон · e5 білий пішак · f5 чорний пішак · g5 чорний пішак · h5 чорний пішак · c4 чорний пішак · d4 білий пішак · e4 біла тура · f4 білий кінь · g4 біла тура · h4 білий слон · b3 чорний пішак · c3 чорний пішак · d3 білий пішак · f3 чорний король · h3 білий пішак · a2 білий пішак · b2 білий пішак · c2 чорна тура · d2 чорна тура · e2 чорний слон · f2 чорний слон · g2 чорний кінь · h2 білий пішак | f7 білий король · e6 чорний пішак · f6 білий пішак · g6 чорний пішак · d5 білий слон · e5 білий пішак · f5 чорний пішак · g5 чорний пішак · h5 чорний пішак · c4 чорний пішак · d4 білий пішак · e4 біла тура · f4 білий кінь · g4 біла тура · h4 білий слон · b3 чорний пішак · c3 чорний пішак · d3 білий пішак · f3 чорний король · h3 білий пішак · a2 білий пішак · b2 білий пішак · c2 чорна тура · d2 чорна тура · e2 чорний слон · f2 чорний слон · g2 чорний кінь · h2 білий пішак | f7 білий король · e6 чорний пішак · f6 білий пішак · g6 чорний пішак · d5 білий слон · e5 білий пішак · f5 чорний пішак · g5 чорний пішак · h5 чорний пішак · c4 чорний пішак · d4 білий пішак · e4 біла тура · f4 білий кінь · g4 біла тура · h4 білий слон · b3 чорний пішак · c3 чорний пішак · d3 білий пішак · f3 чорний король · h3 білий пішак · a2 білий пішак · b2 білий пішак · c2 чорна тура · d2 чорна тура · e2 чорний слон · f2 чорний слон · g2 чорний кінь · h2 білий пішак | f7 білий король · e6 чорний пішак · f6 білий пішак · g6 чорний пішак · d5 білий слон · e5 білий пішак · f5 чорний пішак · g5 чорний пішак · h5 чорний пішак · c4 чорний пішак · d4 білий пішак · e4 біла тура · f4 білий кінь · g4 біла тура · h4 білий слон · b3 чорний пішак · c3 чорний пішак · d3 білий пішак · f3 чорний король · h3 білий пішак · a2 білий пішак · b2 білий пішак · c2 чорна тура · d2 чорна тура · e2 чорний слон · f2 чорний слон · g2 чорний кінь · h2 білий пішак | 1 |
|   | a | b | c | d | e | f | g | h |   |

Рішення:

1. К: g2 e: d5 

2. Тe3 + С: e3

3. Кe1 мат
|   | a | b | c | d | e | f | g | h |   |
| 8 | d6 чорний пішак · c5 чорний пішак · d5 білий пішак · e5 чорний пішак · b4 чорний пішак · c4 білий слон · e4 білий пішак · f4 чорний пішак · a3 чорний пішак · b3 чорний кінь · d3 білий кінь · f3 білий пішак · g3 чорний пішак · h3 білий король · a2 чорний король · f2 чорний пішак · g2 білий пішак · f1 біла тура · g1 чорний слон | d6 чорний пішак · c5 чорний пішак · d5 білий пішак · e5 чорний пішак · b4 чорний пішак · c4 білий слон · e4 білий пішак · f4 чорний пішак · a3 чорний пішак · b3 чорний кінь · d3 білий кінь · f3 білий пішак · g3 чорний пішак · h3 білий король · a2 чорний король · f2 чорний пішак · g2 білий пішак · f1 біла тура · g1 чорний слон | d6 чорний пішак · c5 чорний пішак · d5 білий пішак · e5 чорний пішак · b4 чорний пішак · c4 білий слон · e4 білий пішак · f4 чорний пішак · a3 чорний пішак · b3 чорний кінь · d3 білий кінь · f3 білий пішак · g3 чорний пішак · h3 білий король · a2 чорний король · f2 чорний пішак · g2 білий пішак · f1 біла тура · g1 чорний слон | d6 чорний пішак · c5 чорний пішак · d5 білий пішак · e5 чорний пішак · b4 чорний пішак · c4 білий слон · e4 білий пішак · f4 чорний пішак · a3 чорний пішак · b3 чорний кінь · d3 білий кінь · f3 білий пішак · g3 чорний пішак · h3 білий король · a2 чорний король · f2 чорний пішак · g2 білий пішак · f1 біла тура · g1 чорний слон | d6 чорний пішак · c5 чорний пішак · d5 білий пішак · e5 чорний пішак · b4 чорний пішак · c4 білий слон · e4 білий пішак · f4 чорний пішак · a3 чорний пішак · b3 чорний кінь · d3 білий кінь · f3 білий пішак · g3 чорний пішак · h3 білий король · a2 чорний король · f2 чорний пішак · g2 білий пішак · f1 біла тура · g1 чорний слон | d6 чорний пішак · c5 чорний пішак · d5 білий пішак · e5 чорний пішак · b4 чорний пішак · c4 білий слон · e4 білий пішак · f4 чорний пішак · a3 чорний пішак · b3 чорний кінь · d3 білий кінь · f3 білий пішак · g3 чорний пішак · h3 білий король · a2 чорний король · f2 чорний пішак · g2 білий пішак · f1 біла тура · g1 чорний слон | d6 чорний пішак · c5 чорний пішак · d5 білий пішак · e5 чорний пішак · b4 чорний пішак · c4 білий слон · e4 білий пішак · f4 чорний пішак · a3 чорний пішак · b3 чорний кінь · d3 білий кінь · f3 білий пішак · g3 чорний пішак · h3 білий король · a2 чорний король · f2 чорний пішак · g2 білий пішак · f1 біла тура · g1 чорний слон | d6 чорний пішак · c5 чорний пішак · d5 білий пішак · e5 чорний пішак · b4 чорний пішак · c4 білий слон · e4 білий пішак · f4 чорний пішак · a3 чорний пішак · b3 чорний кінь · d3 білий кінь · f3 білий пішак · g3 чорний пішак · h3 білий король · a2 чорний король · f2 чорний пішак · g2 білий пішак · f1 біла тура · g1 чорний слон | 8 |
| 7 | d6 чорний пішак · c5 чорний пішак · d5 білий пішак · e5 чорний пішак · b4 чорний пішак · c4 білий слон · e4 білий пішак · f4 чорний пішак · a3 чорний пішак · b3 чорний кінь · d3 білий кінь · f3 білий пішак · g3 чорний пішак · h3 білий король · a2 чорний король · f2 чорний пішак · g2 білий пішак · f1 біла тура · g1 чорний слон | d6 чорний пішак · c5 чорний пішак · d5 білий пішак · e5 чорний пішак · b4 чорний пішак · c4 білий слон · e4 білий пішак · f4 чорний пішак · a3 чорний пішак · b3 чорний кінь · d3 білий кінь · f3 білий пішак · g3 чорний пішак · h3 білий король · a2 чорний король · f2 чорний пішак · g2 білий пішак · f1 біла тура · g1 чорний слон | d6 чорний пішак · c5 чорний пішак · d5 білий пішак · e5 чорний пішак · b4 чорний пішак · c4 білий слон · e4 білий пішак · f4 чорний пішак · a3 чорний пішак · b3 чорний кінь · d3 білий кінь · f3 білий пішак · g3 чорний пішак · h3 білий король · a2 чорний король · f2 чорний пішак · g2 білий пішак · f1 біла тура · g1 чорний слон | d6 чорний пішак · c5 чорний пішак · d5 білий пішак · e5 чорний пішак · b4 чорний пішак · c4 білий слон · e4 білий пішак · f4 чорний пішак · a3 чорний пішак · b3 чорний кінь · d3 білий кінь · f3 білий пішак · g3 чорний пішак · h3 білий король · a2 чорний король · f2 чорний пішак · g2 білий пішак · f1 біла тура · g1 чорний слон | d6 чорний пішак · c5 чорний пішак · d5 білий пішак · e5 чорний пішак · b4 чорний пішак · c4 білий слон · e4 білий пішак · f4 чорний пішак · a3 чорний пішак · b3 чорний кінь · d3 білий кінь · f3 білий пішак · g3 чорний пішак · h3 білий король · a2 чорний король · f2 чорний пішак · g2 білий пішак · f1 біла тура · g1 чорний слон | d6 чорний пішак · c5 чорний пішак · d5 білий пішак · e5 чорний пішак · b4 чорний пішак · c4 білий слон · e4 білий пішак · f4 чорний пішак · a3 чорний пішак · b3 чорний кінь · d3 білий кінь · f3 білий пішак · g3 чорний пішак · h3 білий король · a2 чорний король · f2 чорний пішак · g2 білий пішак · f1 біла тура · g1 чорний слон | d6 чорний пішак · c5 чорний пішак · d5 білий пішак · e5 чорний пішак · b4 чорний пішак · c4 білий слон · e4 білий пішак · f4 чорний пішак · a3 чорний пішак · b3 чорний кінь · d3 білий кінь · f3 білий пішак · g3 чорний пішак · h3 білий король · a2 чорний король · f2 чорний пішак · g2 білий пішак · f1 біла тура · g1 чорний слон | d6 чорний пішак · c5 чорний пішак · d5 білий пішак · e5 чорний пішак · b4 чорний пішак · c4 білий слон · e4 білий пішак · f4 чорний пішак · a3 чорний пішак · b3 чорний кінь · d3 білий кінь · f3 білий пішак · g3 чорний пішак · h3 білий король · a2 чорний король · f2 чорний пішак · g2 білий пішак · f1 біла тура · g1 чорний слон | 7 |
| 6 | d6 чорний пішак · c5 чорний пішак · d5 білий пішак · e5 чорний пішак · b4 чорний пішак · c4 білий слон · e4 білий пішак · f4 чорний пішак · a3 чорний пішак · b3 чорний кінь · d3 білий кінь · f3 білий пішак · g3 чорний пішак · h3 білий король · a2 чорний король · f2 чорний пішак · g2 білий пішак · f1 біла тура · g1 чорний слон | d6 чорний пішак · c5 чорний пішак · d5 білий пішак · e5 чорний пішак · b4 чорний пішак · c4 білий слон · e4 білий пішак · f4 чорний пішак · a3 чорний пішак · b3 чорний кінь · d3 білий кінь · f3 білий пішак · g3 чорний пішак · h3 білий король · a2 чорний король · f2 чорний пішак · g2 білий пішак · f1 біла тура · g1 чорний слон | d6 чорний пішак · c5 чорний пішак · d5 білий пішак · e5 чорний пішак · b4 чорний пішак · c4 білий слон · e4 білий пішак · f4 чорний пішак · a3 чорний пішак · b3 чорний кінь · d3 білий кінь · f3 білий пішак · g3 чорний пішак · h3 білий король · a2 чорний король · f2 чорний пішак · g2 білий пішак · f1 біла тура · g1 чорний слон | d6 чорний пішак · c5 чорний пішак · d5 білий пішак · e5 чорний пішак · b4 чорний пішак · c4 білий слон · e4 білий пішак · f4 чорний пішак · a3 чорний пішак · b3 чорний кінь · d3 білий кінь · f3 білий пішак · g3 чорний пішак · h3 білий король · a2 чорний король · f2 чорний пішак · g2 білий пішак · f1 біла тура · g1 чорний слон | d6 чорний пішак · c5 чорний пішак · d5 білий пішак · e5 чорний пішак · b4 чорний пішак · c4 білий слон · e4 білий пішак · f4 чорний пішак · a3 чорний пішак · b3 чорний кінь · d3 білий кінь · f3 білий пішак · g3 чорний пішак · h3 білий король · a2 чорний король · f2 чорний пішак · g2 білий пішак · f1 біла тура · g1 чорний слон | d6 чорний пішак · c5 чорний пішак · d5 білий пішак · e5 чорний пішак · b4 чорний пішак · c4 білий слон · e4 білий пішак · f4 чорний пішак · a3 чорний пішак · b3 чорний кінь · d3 білий кінь · f3 білий пішак · g3 чорний пішак · h3 білий король · a2 чорний король · f2 чорний пішак · g2 білий пішак · f1 біла тура · g1 чорний слон | d6 чорний пішак · c5 чорний пішак · d5 білий пішак · e5 чорний пішак · b4 чорний пішак · c4 білий слон · e4 білий пішак · f4 чорний пішак · a3 чорний пішак · b3 чорний кінь · d3 білий кінь · f3 білий пішак · g3 чорний пішак · h3 білий король · a2 чорний король · f2 чорний пішак · g2 білий пішак · f1 біла тура · g1 чорний слон | d6 чорний пішак · c5 чорний пішак · d5 білий пішак · e5 чорний пішак · b4 чорний пішак · c4 білий слон · e4 білий пішак · f4 чорний пішак · a3 чорний пішак · b3 чорний кінь · d3 білий кінь · f3 білий пішак · g3 чорний пішак · h3 білий король · a2 чорний король · f2 чорний пішак · g2 білий пішак · f1 біла тура · g1 чорний слон | 6 |
| 5 | d6 чорний пішак · c5 чорний пішак · d5 білий пішак · e5 чорний пішак · b4 чорний пішак · c4 білий слон · e4 білий пішак · f4 чорний пішак · a3 чорний пішак · b3 чорний кінь · d3 білий кінь · f3 білий пішак · g3 чорний пішак · h3 білий король · a2 чорний король · f2 чорний пішак · g2 білий пішак · f1 біла тура · g1 чорний слон | d6 чорний пішак · c5 чорний пішак · d5 білий пішак · e5 чорний пішак · b4 чорний пішак · c4 білий слон · e4 білий пішак · f4 чорний пішак · a3 чорний пішак · b3 чорний кінь · d3 білий кінь · f3 білий пішак · g3 чорний пішак · h3 білий король · a2 чорний король · f2 чорний пішак · g2 білий пішак · f1 біла тура · g1 чорний слон | d6 чорний пішак · c5 чорний пішак · d5 білий пішак · e5 чорний пішак · b4 чорний пішак · c4 білий слон · e4 білий пішак · f4 чорний пішак · a3 чорний пішак · b3 чорний кінь · d3 білий кінь · f3 білий пішак · g3 чорний пішак · h3 білий король · a2 чорний король · f2 чорний пішак · g2 білий пішак · f1 біла тура · g1 чорний слон | d6 чорний пішак · c5 чорний пішак · d5 білий пішак · e5 чорний пішак · b4 чорний пішак · c4 білий слон · e4 білий пішак · f4 чорний пішак · a3 чорний пішак · b3 чорний кінь · d3 білий кінь · f3 білий пішак · g3 чорний пішак · h3 білий король · a2 чорний король · f2 чорний пішак · g2 білий пішак · f1 біла тура · g1 чорний слон | d6 чорний пішак · c5 чорний пішак · d5 білий пішак · e5 чорний пішак · b4 чорний пішак · c4 білий слон · e4 білий пішак · f4 чорний пішак · a3 чорний пішак · b3 чорний кінь · d3 білий кінь · f3 білий пішак · g3 чорний пішак · h3 білий король · a2 чорний король · f2 чорний пішак · g2 білий пішак · f1 біла тура · g1 чорний слон | d6 чорний пішак · c5 чорний пішак · d5 білий пішак · e5 чорний пішак · b4 чорний пішак · c4 білий слон · e4 білий пішак · f4 чорний пішак · a3 чорний пішак · b3 чорний кінь · d3 білий кінь · f3 білий пішак · g3 чорний пішак · h3 білий король · a2 чорний король · f2 чорний пішак · g2 білий пішак · f1 біла тура · g1 чорний слон | d6 чорний пішак · c5 чорний пішак · d5 білий пішак · e5 чорний пішак · b4 чорний пішак · c4 білий слон · e4 білий пішак · f4 чорний пішак · a3 чорний пішак · b3 чорний кінь · d3 білий кінь · f3 білий пішак · g3 чорний пішак · h3 білий король · a2 чорний король · f2 чорний пішак · g2 білий пішак · f1 біла тура · g1 чорний слон | d6 чорний пішак · c5 чорний пішак · d5 білий пішак · e5 чорний пішак · b4 чорний пішак · c4 білий слон · e4 білий пішак · f4 чорний пішак · a3 чорний пішак · b3 чорний кінь · d3 білий кінь · f3 білий пішак · g3 чорний пішак · h3 білий король · a2 чорний король · f2 чорний пішак · g2 білий пішак · f1 біла тура · g1 чорний слон | 5 |
| 4 | d6 чорний пішак · c5 чорний пішак · d5 білий пішак · e5 чорний пішак · b4 чорний пішак · c4 білий слон · e4 білий пішак · f4 чорний пішак · a3 чорний пішак · b3 чорний кінь · d3 білий кінь · f3 білий пішак · g3 чорний пішак · h3 білий король · a2 чорний король · f2 чорний пішак · g2 білий пішак · f1 біла тура · g1 чорний слон | d6 чорний пішак · c5 чорний пішак · d5 білий пішак · e5 чорний пішак · b4 чорний пішак · c4 білий слон · e4 білий пішак · f4 чорний пішак · a3 чорний пішак · b3 чорний кінь · d3 білий кінь · f3 білий пішак · g3 чорний пішак · h3 білий король · a2 чорний король · f2 чорний пішак · g2 білий пішак · f1 біла тура · g1 чорний слон | d6 чорний пішак · c5 чорний пішак · d5 білий пішак · e5 чорний пішак · b4 чорний пішак · c4 білий слон · e4 білий пішак · f4 чорний пішак · a3 чорний пішак · b3 чорний кінь · d3 білий кінь · f3 білий пішак · g3 чорний пішак · h3 білий король · a2 чорний король · f2 чорний пішак · g2 білий пішак · f1 біла тура · g1 чорний слон | d6 чорний пішак · c5 чорний пішак · d5 білий пішак · e5 чорний пішак · b4 чорний пішак · c4 білий слон · e4 білий пішак · f4 чорний пішак · a3 чорний пішак · b3 чорний кінь · d3 білий кінь · f3 білий пішак · g3 чорний пішак · h3 білий король · a2 чорний король · f2 чорний пішак · g2 білий пішак · f1 біла тура · g1 чорний слон | d6 чорний пішак · c5 чорний пішак · d5 білий пішак · e5 чорний пішак · b4 чорний пішак · c4 білий слон · e4 білий пішак · f4 чорний пішак · a3 чорний пішак · b3 чорний кінь · d3 білий кінь · f3 білий пішак · g3 чорний пішак · h3 білий король · a2 чорний король · f2 чорний пішак · g2 білий пішак · f1 біла тура · g1 чорний слон | d6 чорний пішак · c5 чорний пішак · d5 білий пішак · e5 чорний пішак · b4 чорний пішак · c4 білий слон · e4 білий пішак · f4 чорний пішак · a3 чорний пішак · b3 чорний кінь · d3 білий кінь · f3 білий пішак · g3 чорний пішак · h3 білий король · a2 чорний король · f2 чорний пішак · g2 білий пішак · f1 біла тура · g1 чорний слон | d6 чорний пішак · c5 чорний пішак · d5 білий пішак · e5 чорний пішак · b4 чорний пішак · c4 білий слон · e4 білий пішак · f4 чорний пішак · a3 чорний пішак · b3 чорний кінь · d3 білий кінь · f3 білий пішак · g3 чорний пішак · h3 білий король · a2 чорний король · f2 чорний пішак · g2 білий пішак · f1 біла тура · g1 чорний слон | d6 чорний пішак · c5 чорний пішак · d5 білий пішак · e5 чорний пішак · b4 чорний пішак · c4 білий слон · e4 білий пішак · f4 чорний пішак · a3 чорний пішак · b3 чорний кінь · d3 білий кінь · f3 білий пішак · g3 чорний пішак · h3 білий король · a2 чорний король · f2 чорний пішак · g2 білий пішак · f1 біла тура · g1 чорний слон | 4 |
| 3 | d6 чорний пішак · c5 чорний пішак · d5 білий пішак · e5 чорний пішак · b4 чорний пішак · c4 білий слон · e4 білий пішак · f4 чорний пішак · a3 чорний пішак · b3 чорний кінь · d3 білий кінь · f3 білий пішак · g3 чорний пішак · h3 білий король · a2 чорний король · f2 чорний пішак · g2 білий пішак · f1 біла тура · g1 чорний слон | d6 чорний пішак · c5 чорний пішак · d5 білий пішак · e5 чорний пішак · b4 чорний пішак · c4 білий слон · e4 білий пішак · f4 чорний пішак · a3 чорний пішак · b3 чорний кінь · d3 білий кінь · f3 білий пішак · g3 чорний пішак · h3 білий король · a2 чорний король · f2 чорний пішак · g2 білий пішак · f1 біла тура · g1 чорний слон | d6 чорний пішак · c5 чорний пішак · d5 білий пішак · e5 чорний пішак · b4 чорний пішак · c4 білий слон · e4 білий пішак · f4 чорний пішак · a3 чорний пішак · b3 чорний кінь · d3 білий кінь · f3 білий пішак · g3 чорний пішак · h3 білий король · a2 чорний король · f2 чорний пішак · g2 білий пішак · f1 біла тура · g1 чорний слон | d6 чорний пішак · c5 чорний пішак · d5 білий пішак · e5 чорний пішак · b4 чорний пішак · c4 білий слон · e4 білий пішак · f4 чорний пішак · a3 чорний пішак · b3 чорний кінь · d3 білий кінь · f3 білий пішак · g3 чорний пішак · h3 білий король · a2 чорний король · f2 чорний пішак · g2 білий пішак · f1 біла тура · g1 чорний слон | d6 чорний пішак · c5 чорний пішак · d5 білий пішак · e5 чорний пішак · b4 чорний пішак · c4 білий слон · e4 білий пішак · f4 чорний пішак · a3 чорний пішак · b3 чорний кінь · d3 білий кінь · f3 білий пішак · g3 чорний пішак · h3 білий король · a2 чорний король · f2 чорний пішак · g2 білий пішак · f1 біла тура · g1 чорний слон | d6 чорний пішак · c5 чорний пішак · d5 білий пішак · e5 чорний пішак · b4 чорний пішак · c4 білий слон · e4 білий пішак · f4 чорний пішак · a3 чорний пішак · b3 чорний кінь · d3 білий кінь · f3 білий пішак · g3 чорний пішак · h3 білий король · a2 чорний король · f2 чорний пішак · g2 білий пішак · f1 біла тура · g1 чорний слон | d6 чорний пішак · c5 чорний пішак · d5 білий пішак · e5 чорний пішак · b4 чорний пішак · c4 білий слон · e4 білий пішак · f4 чорний пішак · a3 чорний пішак · b3 чорний кінь · d3 білий кінь · f3 білий пішак · g3 чорний пішак · h3 білий король · a2 чорний король · f2 чорний пішак · g2 білий пішак · f1 біла тура · g1 чорний слон | d6 чорний пішак · c5 чорний пішак · d5 білий пішак · e5 чорний пішак · b4 чорний пішак · c4 білий слон · e4 білий пішак · f4 чорний пішак · a3 чорний пішак · b3 чорний кінь · d3 білий кінь · f3 білий пішак · g3 чорний пішак · h3 білий король · a2 чорний король · f2 чорний пішак · g2 білий пішак · f1 біла тура · g1 чорний слон | 3 |
| 2 | d6 чорний пішак · c5 чорний пішак · d5 білий пішак · e5 чорний пішак · b4 чорний пішак · c4 білий слон · e4 білий пішак · f4 чорний пішак · a3 чорний пішак · b3 чорний кінь · d3 білий кінь · f3 білий пішак · g3 чорний пішак · h3 білий король · a2 чорний король · f2 чорний пішак · g2 білий пішак · f1 біла тура · g1 чорний слон | d6 чорний пішак · c5 чорний пішак · d5 білий пішак · e5 чорний пішак · b4 чорний пішак · c4 білий слон · e4 білий пішак · f4 чорний пішак · a3 чорний пішак · b3 чорний кінь · d3 білий кінь · f3 білий пішак · g3 чорний пішак · h3 білий король · a2 чорний король · f2 чорний пішак · g2 білий пішак · f1 біла тура · g1 чорний слон | d6 чорний пішак · c5 чорний пішак · d5 білий пішак · e5 чорний пішак · b4 чорний пішак · c4 білий слон · e4 білий пішак · f4 чорний пішак · a3 чорний пішак · b3 чорний кінь · d3 білий кінь · f3 білий пішак · g3 чорний пішак · h3 білий король · a2 чорний король · f2 чорний пішак · g2 білий пішак · f1 біла тура · g1 чорний слон | d6 чорний пішак · c5 чорний пішак · d5 білий пішак · e5 чорний пішак · b4 чорний пішак · c4 білий слон · e4 білий пішак · f4 чорний пішак · a3 чорний пішак · b3 чорний кінь · d3 білий кінь · f3 білий пішак · g3 чорний пішак · h3 білий король · a2 чорний король · f2 чорний пішак · g2 білий пішак · f1 біла тура · g1 чорний слон | d6 чорний пішак · c5 чорний пішак · d5 білий пішак · e5 чорний пішак · b4 чорний пішак · c4 білий слон · e4 білий пішак · f4 чорний пішак · a3 чорний пішак · b3 чорний кінь · d3 білий кінь · f3 білий пішак · g3 чорний пішак · h3 білий король · a2 чорний король · f2 чорний пішак · g2 білий пішак · f1 біла тура · g1 чорний слон | d6 чорний пішак · c5 чорний пішак · d5 білий пішак · e5 чорний пішак · b4 чорний пішак · c4 білий слон · e4 білий пішак · f4 чорний пішак · a3 чорний пішак · b3 чорний кінь · d3 білий кінь · f3 білий пішак · g3 чорний пішак · h3 білий король · a2 чорний король · f2 чорний пішак · g2 білий пішак · f1 біла тура · g1 чорний слон | d6 чорний пішак · c5 чорний пішак · d5 білий пішак · e5 чорний пішак · b4 чорний пішак · c4 білий слон · e4 білий пішак · f4 чорний пішак · a3 чорний пішак · b3 чорний кінь · d3 білий кінь · f3 білий пішак · g3 чорний пішак · h3 білий король · a2 чорний король · f2 чорний пішак · g2 білий пішак · f1 біла тура · g1 чорний слон | d6 чорний пішак · c5 чорний пішак · d5 білий пішак · e5 чорний пішак · b4 чорний пішак · c4 білий слон · e4 білий пішак · f4 чорний пішак · a3 чорний пішак · b3 чорний кінь · d3 білий кінь · f3 білий пішак · g3 чорний пішак · h3 білий король · a2 чорний король · f2 чорний пішак · g2 білий пішак · f1 біла тура · g1 чорний слон | 2 |
| 1 | d6 чорний пішак · c5 чорний пішак · d5 білий пішак · e5 чорний пішак · b4 чорний пішак · c4 білий слон · e4 білий пішак · f4 чорний пішак · a3 чорний пішак · b3 чорний кінь · d3 білий кінь · f3 білий пішак · g3 чорний пішак · h3 білий король · a2 чорний король · f2 чорний пішак · g2 білий пішак · f1 біла тура · g1 чорний слон | d6 чорний пішак · c5 чорний пішак · d5 білий пішак · e5 чорний пішак · b4 чорний пішак · c4 білий слон · e4 білий пішак · f4 чорний пішак · a3 чорний пішак · b3 чорний кінь · d3 білий кінь · f3 білий пішак · g3 чорний пішак · h3 білий король · a2 чорний король · f2 чорний пішак · g2 білий пішак · f1 біла тура · g1 чорний слон | d6 чорний пішак · c5 чорний пішак · d5 білий пішак · e5 чорний пішак · b4 чорний пішак · c4 білий слон · e4 білий пішак · f4 чорний пішак · a3 чорний пішак · b3 чорний кінь · d3 білий кінь · f3 білий пішак · g3 чорний пішак · h3 білий король · a2 чорний король · f2 чорний пішак · g2 білий пішак · f1 біла тура · g1 чорний слон | d6 чорний пішак · c5 чорний пішак · d5 білий пішак · e5 чорний пішак · b4 чорний пішак · c4 білий слон · e4 білий пішак · f4 чорний пішак · a3 чорний пішак · b3 чорний кінь · d3 білий кінь · f3 білий пішак · g3 чорний пішак · h3 білий король · a2 чорний король · f2 чорний пішак · g2 білий пішак · f1 біла тура · g1 чорний слон | d6 чорний пішак · c5 чорний пішак · d5 білий пішак · e5 чорний пішак · b4 чорний пішак · c4 білий слон · e4 білий пішак · f4 чорний пішак · a3 чорний пішак · b3 чорний кінь · d3 білий кінь · f3 білий пішак · g3 чорний пішак · h3 білий король · a2 чорний король · f2 чорний пішак · g2 білий пішак · f1 біла тура · g1 чорний слон | d6 чорний пішак · c5 чорний пішак · d5 білий пішак · e5 чорний пішак · b4 чорний пішак · c4 білий слон · e4 білий пішак · f4 чорний пішак · a3 чорний пішак · b3 чорний кінь · d3 білий кінь · f3 білий пішак · g3 чорний пішак · h3 білий король · a2 чорний король · f2 чорний пішак · g2 білий пішак · f1 біла тура · g1 чорний слон | d6 чорний пішак · c5 чорний пішак · d5 білий пішак · e5 чорний пішак · b4 чорний пішак · c4 білий слон · e4 білий пішак · f4 чорний пішак · a3 чорний пішак · b3 чорний кінь · d3 білий кінь · f3 білий пішак · g3 чорний пішак · h3 білий король · a2 чорний король · f2 чорний пішак · g2 білий пішак · f1 біла тура · g1 чорний слон | d6 чорний пішак · c5 чорний пішак · d5 білий пішак · e5 чорний пішак · b4 чорний пішак · c4 білий слон · e4 білий пішак · f4 чорний пішак · a3 чорний пішак · b3 чорний кінь · d3 білий кінь · f3 білий пішак · g3 чорний пішак · h3 білий король · a2 чорний король · f2 чорний пішак · g2 білий пішак · f1 біла тура · g1 чорний слон | 1 |
|   | a | b | c | d | e | f | g | h |   |

Рішення:

1.Крg4! Ch2 
2.Kpf5 Cg1 
3.Kpe6 Ch2
4.Kpd7 (можливо також та 4.Кр: d6). Cg1 
5.Kpc6 Ch2 
6.Kpb5 Cg1 
7.Kpa4 Ch2 
8. C: b3 мат

"Одна з найцікавіших шахово-літературних пам'яток російсько-турецької війни (1877—1878). В цій позиції фігури та пішаки зображують безперервну смугу перешкод у вигляді гори. Білий король, рухаючись по "гірському хребту ", символізує марш російської армії. Після важкого переходу білі ставлять «мат» — 8. С: b3, турецькому паші (Кра2) ".
|   | a | b | c | d | e | f | g | h |   |
| 8 | b8 біла тура · h8 білий слон · d7 чорний пішак · e7 чорний король · f7 чорний кінь · a6 білий слон · d6 чорний пішак · f6 чорний ферзь · h6 білий кінь · b5 білий кінь · d5 чорна тура · f5 чорний кінь · d4 чорний пішак · f4 чорний пішак · h4 білий пішак · a2 чорний слон · a1 білий ферзь · h1 білий король | b8 біла тура · h8 білий слон · d7 чорний пішак · e7 чорний король · f7 чорний кінь · a6 білий слон · d6 чорний пішак · f6 чорний ферзь · h6 білий кінь · b5 білий кінь · d5 чорна тура · f5 чорний кінь · d4 чорний пішак · f4 чорний пішак · h4 білий пішак · a2 чорний слон · a1 білий ферзь · h1 білий король | b8 біла тура · h8 білий слон · d7 чорний пішак · e7 чорний король · f7 чорний кінь · a6 білий слон · d6 чорний пішак · f6 чорний ферзь · h6 білий кінь · b5 білий кінь · d5 чорна тура · f5 чорний кінь · d4 чорний пішак · f4 чорний пішак · h4 білий пішак · a2 чорний слон · a1 білий ферзь · h1 білий король | b8 біла тура · h8 білий слон · d7 чорний пішак · e7 чорний король · f7 чорний кінь · a6 білий слон · d6 чорний пішак · f6 чорний ферзь · h6 білий кінь · b5 білий кінь · d5 чорна тура · f5 чорний кінь · d4 чорний пішак · f4 чорний пішак · h4 білий пішак · a2 чорний слон · a1 білий ферзь · h1 білий король | b8 біла тура · h8 білий слон · d7 чорний пішак · e7 чорний король · f7 чорний кінь · a6 білий слон · d6 чорний пішак · f6 чорний ферзь · h6 білий кінь · b5 білий кінь · d5 чорна тура · f5 чорний кінь · d4 чорний пішак · f4 чорний пішак · h4 білий пішак · a2 чорний слон · a1 білий ферзь · h1 білий король | b8 біла тура · h8 білий слон · d7 чорний пішак · e7 чорний король · f7 чорний кінь · a6 білий слон · d6 чорний пішак · f6 чорний ферзь · h6 білий кінь · b5 білий кінь · d5 чорна тура · f5 чорний кінь · d4 чорний пішак · f4 чорний пішак · h4 білий пішак · a2 чорний слон · a1 білий ферзь · h1 білий король | b8 біла тура · h8 білий слон · d7 чорний пішак · e7 чорний король · f7 чорний кінь · a6 білий слон · d6 чорний пішак · f6 чорний ферзь · h6 білий кінь · b5 білий кінь · d5 чорна тура · f5 чорний кінь · d4 чорний пішак · f4 чорний пішак · h4 білий пішак · a2 чорний слон · a1 білий ферзь · h1 білий король | b8 біла тура · h8 білий слон · d7 чорний пішак · e7 чорний король · f7 чорний кінь · a6 білий слон · d6 чорний пішак · f6 чорний ферзь · h6 білий кінь · b5 білий кінь · d5 чорна тура · f5 чорний кінь · d4 чорний пішак · f4 чорний пішак · h4 білий пішак · a2 чорний слон · a1 білий ферзь · h1 білий король | 8 |
| 7 | b8 біла тура · h8 білий слон · d7 чорний пішак · e7 чорний король · f7 чорний кінь · a6 білий слон · d6 чорний пішак · f6 чорний ферзь · h6 білий кінь · b5 білий кінь · d5 чорна тура · f5 чорний кінь · d4 чорний пішак · f4 чорний пішак · h4 білий пішак · a2 чорний слон · a1 білий ферзь · h1 білий король | b8 біла тура · h8 білий слон · d7 чорний пішак · e7 чорний король · f7 чорний кінь · a6 білий слон · d6 чорний пішак · f6 чорний ферзь · h6 білий кінь · b5 білий кінь · d5 чорна тура · f5 чорний кінь · d4 чорний пішак · f4 чорний пішак · h4 білий пішак · a2 чорний слон · a1 білий ферзь · h1 білий король | b8 біла тура · h8 білий слон · d7 чорний пішак · e7 чорний король · f7 чорний кінь · a6 білий слон · d6 чорний пішак · f6 чорний ферзь · h6 білий кінь · b5 білий кінь · d5 чорна тура · f5 чорний кінь · d4 чорний пішак · f4 чорний пішак · h4 білий пішак · a2 чорний слон · a1 білий ферзь · h1 білий король | b8 біла тура · h8 білий слон · d7 чорний пішак · e7 чорний король · f7 чорний кінь · a6 білий слон · d6 чорний пішак · f6 чорний ферзь · h6 білий кінь · b5 білий кінь · d5 чорна тура · f5 чорний кінь · d4 чорний пішак · f4 чорний пішак · h4 білий пішак · a2 чорний слон · a1 білий ферзь · h1 білий король | b8 біла тура · h8 білий слон · d7 чорний пішак · e7 чорний король · f7 чорний кінь · a6 білий слон · d6 чорний пішак · f6 чорний ферзь · h6 білий кінь · b5 білий кінь · d5 чорна тура · f5 чорний кінь · d4 чорний пішак · f4 чорний пішак · h4 білий пішак · a2 чорний слон · a1 білий ферзь · h1 білий король | b8 біла тура · h8 білий слон · d7 чорний пішак · e7 чорний король · f7 чорний кінь · a6 білий слон · d6 чорний пішак · f6 чорний ферзь · h6 білий кінь · b5 білий кінь · d5 чорна тура · f5 чорний кінь · d4 чорний пішак · f4 чорний пішак · h4 білий пішак · a2 чорний слон · a1 білий ферзь · h1 білий король | b8 біла тура · h8 білий слон · d7 чорний пішак · e7 чорний король · f7 чорний кінь · a6 білий слон · d6 чорний пішак · f6 чорний ферзь · h6 білий кінь · b5 білий кінь · d5 чорна тура · f5 чорний кінь · d4 чорний пішак · f4 чорний пішак · h4 білий пішак · a2 чорний слон · a1 білий ферзь · h1 білий король | b8 біла тура · h8 білий слон · d7 чорний пішак · e7 чорний король · f7 чорний кінь · a6 білий слон · d6 чорний пішак · f6 чорний ферзь · h6 білий кінь · b5 білий кінь · d5 чорна тура · f5 чорний кінь · d4 чорний пішак · f4 чорний пішак · h4 білий пішак · a2 чорний слон · a1 білий ферзь · h1 білий король | 7 |
| 6 | b8 біла тура · h8 білий слон · d7 чорний пішак · e7 чорний король · f7 чорний кінь · a6 білий слон · d6 чорний пішак · f6 чорний ферзь · h6 білий кінь · b5 білий кінь · d5 чорна тура · f5 чорний кінь · d4 чорний пішак · f4 чорний пішак · h4 білий пішак · a2 чорний слон · a1 білий ферзь · h1 білий король | b8 біла тура · h8 білий слон · d7 чорний пішак · e7 чорний король · f7 чорний кінь · a6 білий слон · d6 чорний пішак · f6 чорний ферзь · h6 білий кінь · b5 білий кінь · d5 чорна тура · f5 чорний кінь · d4 чорний пішак · f4 чорний пішак · h4 білий пішак · a2 чорний слон · a1 білий ферзь · h1 білий король | b8 біла тура · h8 білий слон · d7 чорний пішак · e7 чорний король · f7 чорний кінь · a6 білий слон · d6 чорний пішак · f6 чорний ферзь · h6 білий кінь · b5 білий кінь · d5 чорна тура · f5 чорний кінь · d4 чорний пішак · f4 чорний пішак · h4 білий пішак · a2 чорний слон · a1 білий ферзь · h1 білий король | b8 біла тура · h8 білий слон · d7 чорний пішак · e7 чорний король · f7 чорний кінь · a6 білий слон · d6 чорний пішак · f6 чорний ферзь · h6 білий кінь · b5 білий кінь · d5 чорна тура · f5 чорний кінь · d4 чорний пішак · f4 чорний пішак · h4 білий пішак · a2 чорний слон · a1 білий ферзь · h1 білий король | b8 біла тура · h8 білий слон · d7 чорний пішак · e7 чорний король · f7 чорний кінь · a6 білий слон · d6 чорний пішак · f6 чорний ферзь · h6 білий кінь · b5 білий кінь · d5 чорна тура · f5 чорний кінь · d4 чорний пішак · f4 чорний пішак · h4 білий пішак · a2 чорний слон · a1 білий ферзь · h1 білий король | b8 біла тура · h8 білий слон · d7 чорний пішак · e7 чорний король · f7 чорний кінь · a6 білий слон · d6 чорний пішак · f6 чорний ферзь · h6 білий кінь · b5 білий кінь · d5 чорна тура · f5 чорний кінь · d4 чорний пішак · f4 чорний пішак · h4 білий пішак · a2 чорний слон · a1 білий ферзь · h1 білий король | b8 біла тура · h8 білий слон · d7 чорний пішак · e7 чорний король · f7 чорний кінь · a6 білий слон · d6 чорний пішак · f6 чорний ферзь · h6 білий кінь · b5 білий кінь · d5 чорна тура · f5 чорний кінь · d4 чорний пішак · f4 чорний пішак · h4 білий пішак · a2 чорний слон · a1 білий ферзь · h1 білий король | b8 біла тура · h8 білий слон · d7 чорний пішак · e7 чорний король · f7 чорний кінь · a6 білий слон · d6 чорний пішак · f6 чорний ферзь · h6 білий кінь · b5 білий кінь · d5 чорна тура · f5 чорний кінь · d4 чорний пішак · f4 чорний пішак · h4 білий пішак · a2 чорний слон · a1 білий ферзь · h1 білий король | 6 |
| 5 | b8 біла тура · h8 білий слон · d7 чорний пішак · e7 чорний король · f7 чорний кінь · a6 білий слон · d6 чорний пішак · f6 чорний ферзь · h6 білий кінь · b5 білий кінь · d5 чорна тура · f5 чорний кінь · d4 чорний пішак · f4 чорний пішак · h4 білий пішак · a2 чорний слон · a1 білий ферзь · h1 білий король | b8 біла тура · h8 білий слон · d7 чорний пішак · e7 чорний король · f7 чорний кінь · a6 білий слон · d6 чорний пішак · f6 чорний ферзь · h6 білий кінь · b5 білий кінь · d5 чорна тура · f5 чорний кінь · d4 чорний пішак · f4 чорний пішак · h4 білий пішак · a2 чорний слон · a1 білий ферзь · h1 білий король | b8 біла тура · h8 білий слон · d7 чорний пішак · e7 чорний король · f7 чорний кінь · a6 білий слон · d6 чорний пішак · f6 чорний ферзь · h6 білий кінь · b5 білий кінь · d5 чорна тура · f5 чорний кінь · d4 чорний пішак · f4 чорний пішак · h4 білий пішак · a2 чорний слон · a1 білий ферзь · h1 білий король | b8 біла тура · h8 білий слон · d7 чорний пішак · e7 чорний король · f7 чорний кінь · a6 білий слон · d6 чорний пішак · f6 чорний ферзь · h6 білий кінь · b5 білий кінь · d5 чорна тура · f5 чорний кінь · d4 чорний пішак · f4 чорний пішак · h4 білий пішак · a2 чорний слон · a1 білий ферзь · h1 білий король | b8 біла тура · h8 білий слон · d7 чорний пішак · e7 чорний король · f7 чорний кінь · a6 білий слон · d6 чорний пішак · f6 чорний ферзь · h6 білий кінь · b5 білий кінь · d5 чорна тура · f5 чорний кінь · d4 чорний пішак · f4 чорний пішак · h4 білий пішак · a2 чорний слон · a1 білий ферзь · h1 білий король | b8 біла тура · h8 білий слон · d7 чорний пішак · e7 чорний король · f7 чорний кінь · a6 білий слон · d6 чорний пішак · f6 чорний ферзь · h6 білий кінь · b5 білий кінь · d5 чорна тура · f5 чорний кінь · d4 чорний пішак · f4 чорний пішак · h4 білий пішак · a2 чорний слон · a1 білий ферзь · h1 білий король | b8 біла тура · h8 білий слон · d7 чорний пішак · e7 чорний король · f7 чорний кінь · a6 білий слон · d6 чорний пішак · f6 чорний ферзь · h6 білий кінь · b5 білий кінь · d5 чорна тура · f5 чорний кінь · d4 чорний пішак · f4 чорний пішак · h4 білий пішак · a2 чорний слон · a1 білий ферзь · h1 білий король | b8 біла тура · h8 білий слон · d7 чорний пішак · e7 чорний король · f7 чорний кінь · a6 білий слон · d6 чорний пішак · f6 чорний ферзь · h6 білий кінь · b5 білий кінь · d5 чорна тура · f5 чорний кінь · d4 чорний пішак · f4 чорний пішак · h4 білий пішак · a2 чорний слон · a1 білий ферзь · h1 білий король | 5 |
| 4 | b8 біла тура · h8 білий слон · d7 чорний пішак · e7 чорний король · f7 чорний кінь · a6 білий слон · d6 чорний пішак · f6 чорний ферзь · h6 білий кінь · b5 білий кінь · d5 чорна тура · f5 чорний кінь · d4 чорний пішак · f4 чорний пішак · h4 білий пішак · a2 чорний слон · a1 білий ферзь · h1 білий король | b8 біла тура · h8 білий слон · d7 чорний пішак · e7 чорний король · f7 чорний кінь · a6 білий слон · d6 чорний пішак · f6 чорний ферзь · h6 білий кінь · b5 білий кінь · d5 чорна тура · f5 чорний кінь · d4 чорний пішак · f4 чорний пішак · h4 білий пішак · a2 чорний слон · a1 білий ферзь · h1 білий король | b8 біла тура · h8 білий слон · d7 чорний пішак · e7 чорний король · f7 чорний кінь · a6 білий слон · d6 чорний пішак · f6 чорний ферзь · h6 білий кінь · b5 білий кінь · d5 чорна тура · f5 чорний кінь · d4 чорний пішак · f4 чорний пішак · h4 білий пішак · a2 чорний слон · a1 білий ферзь · h1 білий король | b8 біла тура · h8 білий слон · d7 чорний пішак · e7 чорний король · f7 чорний кінь · a6 білий слон · d6 чорний пішак · f6 чорний ферзь · h6 білий кінь · b5 білий кінь · d5 чорна тура · f5 чорний кінь · d4 чорний пішак · f4 чорний пішак · h4 білий пішак · a2 чорний слон · a1 білий ферзь · h1 білий король | b8 біла тура · h8 білий слон · d7 чорний пішак · e7 чорний король · f7 чорний кінь · a6 білий слон · d6 чорний пішак · f6 чорний ферзь · h6 білий кінь · b5 білий кінь · d5 чорна тура · f5 чорний кінь · d4 чорний пішак · f4 чорний пішак · h4 білий пішак · a2 чорний слон · a1 білий ферзь · h1 білий король | b8 біла тура · h8 білий слон · d7 чорний пішак · e7 чорний король · f7 чорний кінь · a6 білий слон · d6 чорний пішак · f6 чорний ферзь · h6 білий кінь · b5 білий кінь · d5 чорна тура · f5 чорний кінь · d4 чорний пішак · f4 чорний пішак · h4 білий пішак · a2 чорний слон · a1 білий ферзь · h1 білий король | b8 біла тура · h8 білий слон · d7 чорний пішак · e7 чорний король · f7 чорний кінь · a6 білий слон · d6 чорний пішак · f6 чорний ферзь · h6 білий кінь · b5 білий кінь · d5 чорна тура · f5 чорний кінь · d4 чорний пішак · f4 чорний пішак · h4 білий пішак · a2 чорний слон · a1 білий ферзь · h1 білий король | b8 біла тура · h8 білий слон · d7 чорний пішак · e7 чорний король · f7 чорний кінь · a6 білий слон · d6 чорний пішак · f6 чорний ферзь · h6 білий кінь · b5 білий кінь · d5 чорна тура · f5 чорний кінь · d4 чорний пішак · f4 чорний пішак · h4 білий пішак · a2 чорний слон · a1 білий ферзь · h1 білий король | 4 |
| 3 | b8 біла тура · h8 білий слон · d7 чорний пішак · e7 чорний король · f7 чорний кінь · a6 білий слон · d6 чорний пішак · f6 чорний ферзь · h6 білий кінь · b5 білий кінь · d5 чорна тура · f5 чорний кінь · d4 чорний пішак · f4 чорний пішак · h4 білий пішак · a2 чорний слон · a1 білий ферзь · h1 білий король | b8 біла тура · h8 білий слон · d7 чорний пішак · e7 чорний король · f7 чорний кінь · a6 білий слон · d6 чорний пішак · f6 чорний ферзь · h6 білий кінь · b5 білий кінь · d5 чорна тура · f5 чорний кінь · d4 чорний пішак · f4 чорний пішак · h4 білий пішак · a2 чорний слон · a1 білий ферзь · h1 білий король | b8 біла тура · h8 білий слон · d7 чорний пішак · e7 чорний король · f7 чорний кінь · a6 білий слон · d6 чорний пішак · f6 чорний ферзь · h6 білий кінь · b5 білий кінь · d5 чорна тура · f5 чорний кінь · d4 чорний пішак · f4 чорний пішак · h4 білий пішак · a2 чорний слон · a1 білий ферзь · h1 білий король | b8 біла тура · h8 білий слон · d7 чорний пішак · e7 чорний король · f7 чорний кінь · a6 білий слон · d6 чорний пішак · f6 чорний ферзь · h6 білий кінь · b5 білий кінь · d5 чорна тура · f5 чорний кінь · d4 чорний пішак · f4 чорний пішак · h4 білий пішак · a2 чорний слон · a1 білий ферзь · h1 білий король | b8 біла тура · h8 білий слон · d7 чорний пішак · e7 чорний король · f7 чорний кінь · a6 білий слон · d6 чорний пішак · f6 чорний ферзь · h6 білий кінь · b5 білий кінь · d5 чорна тура · f5 чорний кінь · d4 чорний пішак · f4 чорний пішак · h4 білий пішак · a2 чорний слон · a1 білий ферзь · h1 білий король | b8 біла тура · h8 білий слон · d7 чорний пішак · e7 чорний король · f7 чорний кінь · a6 білий слон · d6 чорний пішак · f6 чорний ферзь · h6 білий кінь · b5 білий кінь · d5 чорна тура · f5 чорний кінь · d4 чорний пішак · f4 чорний пішак · h4 білий пішак · a2 чорний слон · a1 білий ферзь · h1 білий король | b8 біла тура · h8 білий слон · d7 чорний пішак · e7 чорний король · f7 чорний кінь · a6 білий слон · d6 чорний пішак · f6 чорний ферзь · h6 білий кінь · b5 білий кінь · d5 чорна тура · f5 чорний кінь · d4 чорний пішак · f4 чорний пішак · h4 білий пішак · a2 чорний слон · a1 білий ферзь · h1 білий король | b8 біла тура · h8 білий слон · d7 чорний пішак · e7 чорний король · f7 чорний кінь · a6 білий слон · d6 чорний пішак · f6 чорний ферзь · h6 білий кінь · b5 білий кінь · d5 чорна тура · f5 чорний кінь · d4 чорний пішак · f4 чорний пішак · h4 білий пішак · a2 чорний слон · a1 білий ферзь · h1 білий король | 3 |
| 2 | b8 біла тура · h8 білий слон · d7 чорний пішак · e7 чорний король · f7 чорний кінь · a6 білий слон · d6 чорний пішак · f6 чорний ферзь · h6 білий кінь · b5 білий кінь · d5 чорна тура · f5 чорний кінь · d4 чорний пішак · f4 чорний пішак · h4 білий пішак · a2 чорний слон · a1 білий ферзь · h1 білий король | b8 біла тура · h8 білий слон · d7 чорний пішак · e7 чорний король · f7 чорний кінь · a6 білий слон · d6 чорний пішак · f6 чорний ферзь · h6 білий кінь · b5 білий кінь · d5 чорна тура · f5 чорний кінь · d4 чорний пішак · f4 чорний пішак · h4 білий пішак · a2 чорний слон · a1 білий ферзь · h1 білий король | b8 біла тура · h8 білий слон · d7 чорний пішак · e7 чорний король · f7 чорний кінь · a6 білий слон · d6 чорний пішак · f6 чорний ферзь · h6 білий кінь · b5 білий кінь · d5 чорна тура · f5 чорний кінь · d4 чорний пішак · f4 чорний пішак · h4 білий пішак · a2 чорний слон · a1 білий ферзь · h1 білий король | b8 біла тура · h8 білий слон · d7 чорний пішак · e7 чорний король · f7 чорний кінь · a6 білий слон · d6 чорний пішак · f6 чорний ферзь · h6 білий кінь · b5 білий кінь · d5 чорна тура · f5 чорний кінь · d4 чорний пішак · f4 чорний пішак · h4 білий пішак · a2 чорний слон · a1 білий ферзь · h1 білий король | b8 біла тура · h8 білий слон · d7 чорний пішак · e7 чорний король · f7 чорний кінь · a6 білий слон · d6 чорний пішак · f6 чорний ферзь · h6 білий кінь · b5 білий кінь · d5 чорна тура · f5 чорний кінь · d4 чорний пішак · f4 чорний пішак · h4 білий пішак · a2 чорний слон · a1 білий ферзь · h1 білий король | b8 біла тура · h8 білий слон · d7 чорний пішак · e7 чорний король · f7 чорний кінь · a6 білий слон · d6 чорний пішак · f6 чорний ферзь · h6 білий кінь · b5 білий кінь · d5 чорна тура · f5 чорний кінь · d4 чорний пішак · f4 чорний пішак · h4 білий пішак · a2 чорний слон · a1 білий ферзь · h1 білий король | b8 біла тура · h8 білий слон · d7 чорний пішак · e7 чорний король · f7 чорний кінь · a6 білий слон · d6 чорний пішак · f6 чорний ферзь · h6 білий кінь · b5 білий кінь · d5 чорна тура · f5 чорний кінь · d4 чорний пішак · f4 чорний пішак · h4 білий пішак · a2 чорний слон · a1 білий ферзь · h1 білий король | b8 біла тура · h8 білий слон · d7 чорний пішак · e7 чорний король · f7 чорний кінь · a6 білий слон · d6 чорний пішак · f6 чорний ферзь · h6 білий кінь · b5 білий кінь · d5 чорна тура · f5 чорний кінь · d4 чорний пішак · f4 чорний пішак · h4 білий пішак · a2 чорний слон · a1 білий ферзь · h1 білий король | 2 |
| 1 | b8 біла тура · h8 білий слон · d7 чорний пішак · e7 чорний король · f7 чорний кінь · a6 білий слон · d6 чорний пішак · f6 чорний ферзь · h6 білий кінь · b5 білий кінь · d5 чорна тура · f5 чорний кінь · d4 чорний пішак · f4 чорний пішак · h4 білий пішак · a2 чорний слон · a1 білий ферзь · h1 білий король | b8 біла тура · h8 білий слон · d7 чорний пішак · e7 чорний король · f7 чорний кінь · a6 білий слон · d6 чорний пішак · f6 чорний ферзь · h6 білий кінь · b5 білий кінь · d5 чорна тура · f5 чорний кінь · d4 чорний пішак · f4 чорний пішак · h4 білий пішак · a2 чорний слон · a1 білий ферзь · h1 білий король | b8 біла тура · h8 білий слон · d7 чорний пішак · e7 чорний король · f7 чорний кінь · a6 білий слон · d6 чорний пішак · f6 чорний ферзь · h6 білий кінь · b5 білий кінь · d5 чорна тура · f5 чорний кінь · d4 чорний пішак · f4 чорний пішак · h4 білий пішак · a2 чорний слон · a1 білий ферзь · h1 білий король | b8 біла тура · h8 білий слон · d7 чорний пішак · e7 чорний король · f7 чорний кінь · a6 білий слон · d6 чорний пішак · f6 чорний ферзь · h6 білий кінь · b5 білий кінь · d5 чорна тура · f5 чорний кінь · d4 чорний пішак · f4 чорний пішак · h4 білий пішак · a2 чорний слон · a1 білий ферзь · h1 білий король | b8 біла тура · h8 білий слон · d7 чорний пішак · e7 чорний король · f7 чорний кінь · a6 білий слон · d6 чорний пішак · f6 чорний ферзь · h6 білий кінь · b5 білий кінь · d5 чорна тура · f5 чорний кінь · d4 чорний пішак · f4 чорний пішак · h4 білий пішак · a2 чорний слон · a1 білий ферзь · h1 білий король | b8 біла тура · h8 білий слон · d7 чорний пішак · e7 чорний король · f7 чорний кінь · a6 білий слон · d6 чорний пішак · f6 чорний ферзь · h6 білий кінь · b5 білий кінь · d5 чорна тура · f5 чорний кінь · d4 чорний пішак · f4 чорний пішак · h4 білий пішак · a2 чорний слон · a1 білий ферзь · h1 білий король | b8 біла тура · h8 білий слон · d7 чорний пішак · e7 чорний король · f7 чорний кінь · a6 білий слон · d6 чорний пішак · f6 чорний ферзь · h6 білий кінь · b5 білий кінь · d5 чорна тура · f5 чорний кінь · d4 чорний пішак · f4 чорний пішак · h4 білий пішак · a2 чорний слон · a1 білий ферзь · h1 білий король | b8 біла тура · h8 білий слон · d7 чорний пішак · e7 чорний король · f7 чорний кінь · a6 білий слон · d6 чорний пішак · f6 чорний ферзь · h6 білий кінь · b5 білий кінь · d5 чорна тура · f5 чорний кінь · d4 чорний пішак · f4 чорний пішак · h4 білий пішак · a2 чорний слон · a1 білий ферзь · h1 білий король | 1 |
|   | a | b | c | d | e | f | g | h |   |

Рішення:

1.Kg8+! Kpe6 
2.Kc7+ Kpe5 
3.Лe8+ Ke7 
4.Фe1+ Kpf5 
5.Cd3+ Kpg4
 6.K: f6+ Kph3 (Kpf3) 
 7.Cf1 (Ce4) мат. 

Завдання являє собою штурм Плевена під час Російсько-Турецької війни 1877 року. Плевен представлений буквою «П», яку утворюють фігури. Чорний король — Осман-Паша.